# Julius Wiesner
Julius Ritter von Wiesner (20. ledna 1838 Čechyně – 9. října 1916 Vídeň) byl profesor botaniky na Vídeňské univerzitě a expert v oblasti fyziologie a anatomie rostlin.

## Život
Narodil se v Čechyni na Moravě. Byl nejmladší z osmi dětí Karla Wiesnera. Krátce po jeho narození se rodina přestěhovala do Brna. V Brně vystudoval střední školu a Technickou univerzitu v Brně. Ve studiu pokračoval na univerzitě ve Vídni, kde studoval přírodní vědy. Roku 1860 získal titul Ph.D., o rok později se kvalifikoval na pedagoga, a vyučoval fyziologii rostlin na Technické univerzitě ve Vídni. Roku 1870 získal titul profesor v Mariabrunnu. Poté se vrátil na Vídeňskou univerzitu, kde zůstal až do roku 1909. Během své kariéry podnikl několik expedic do Egypta, Indie, na ostrovy Sumatra a Jáva, a také do severní Ameriky a Arktidy. V roce 1909 byl spolu s jeho rodinou povýšen císařem Františkem Josefem I. do šlechtického stavu. Listinou ze dne 28. října 1909 mu císař udělil predikát Ritter von. Za svůj život se stihl oženit a měl dva syny.

## Vybraná díla
- Die Enstehung des Chrolophylls in der Pflanze, 1877 - Tvorba chlorofylu v rostlinách
- Die Heliotropischen Erscheinungen im Pflanzenreiche, 1878 - Heliotropní jevy v rostlinné říši
- Elemente der Wissenschlaftichen Botanik, 1881-84 (dva svazky) - Prvky vědecké botaniky
- Die Rohstoffe Pflanzenreiches, 1900-03 (dva svazky) - Suroviny rostlinné říše